# Utsunomiya Blitzen/Saison 2013
Dieser Artikel listet Erfolge und Fahrer des Radsportteams Utsunomiya Blitzen in der Saison 2013 auf.

## Zugänge – Abgänge
| Zugänge         | Team 2012                 | Abgänge           | Team 2013              |
| --------------- | ------------------------- | ----------------- | ---------------------- |
| Shinri Suzuki   | Cannondale SpaceZeroPoint | Nariyuki Masuda   | Cannondale Pro Cycling |
| Hikaru Kosaka   | Utsunomiya Blitzen (2011) | Shō Hatsuyama     | Bridgestone Anchor     |
| Masaki Gunji    | Neoprofi                  | Atsuhito Wakasugi | Nasu Blasen            |
| Yamato Shirota  | Neoprofi                  | Yoshimasa Hirose  | Karriereende           |
| Motonari Suzuki | Neoprofi                  | Kazuma Yusa       | Unbekannt              |

## Mannschaft
| Name            | Geburtstag        | Nationalität |
| --------------- | ----------------- | ------------ |
| Masaru Fukuhara | 15. Oktober 1981  | Japan        |
| Masaki Gunji    | 19. Juli 1990     | Japan        |
| Takaaki Hori    | 1. Juli 1992      | Japan        |
| Tomoyuki Iino   | 5. Oktober 1989   | Japan        |
| Hikaru Kosaka 1 | 21. Oktober 1988  | Japan        |
| Makoto Nakamura | 12. Januar 1983   | Japan        |
| Yamato Shirota  | 25. November 1994 | Japan        |
| Motonari Suzuki | 16. Dezember 1989 | Japan        |
| Shinri Suzuki   | 25. Dezember 1974 | Japan        |